# پدران کلیسا

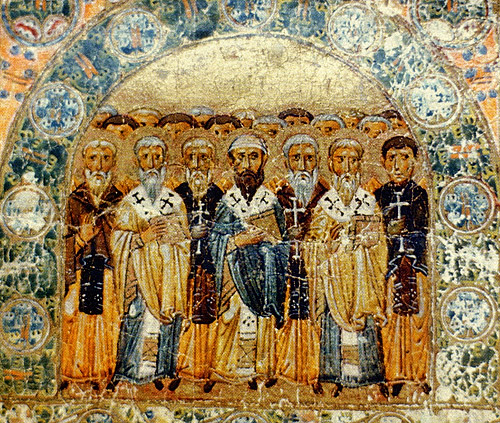
پدران کلیسا، مینیاتوری از کتاب جُنگ سیواتوسلاو، از منطقه کی‌یف اوکراین

پدران کلیسا یا پدران اولیه کلیسا که گاهی از آن‌ها به آباء کلیسا تعبیر می‌شود الهی‌دانان اولیه، معلمان نامدار و کشیشان بزرگ و تأثیرگذار مسیحی بودند که عقاید و اصول مسیحیت را پایه‌ریزی کردند و آثار دانشورانهٔ آنها مقدمه‌ای برای قرن‌های بعدی بود. دورهٔ تاریخی‌ای که به دورهٔ آباء کلیسا معروف است از ابتدای مسیحیت تا حدود سال ۷۰۰ پس از میلاد را در بر می‌گیرد.

## طبقه‌بندی پدران کلیسا

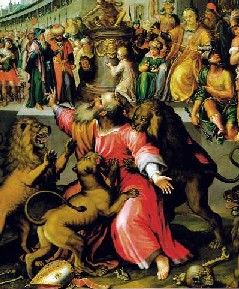
شهادت سنت ایگناتیوس انطاکیه

پدران (آباء) کلیسا در واقع به نخستین معلمان و نویسندگان کلیسای مسیحی گفته می‌شود که در دیانت و فضیلت و تجربه و تقوا شهرت داشتند و از اواخر قرن ۱ (میلادی) تا ۷ (میلادی) زندگی می‌کردند. دوره‌ای که شورای نیقیه در۳۲۵ (میلادی) آن را به دو عهد آباء پیش و پس از نیقیه تقسیم کرد. کلمنس رومی، ایگناتیوس انطاکی، پولیکارپ ازمیری، قدیس برنابا، یوستینوس شهید، کلمنت اسکندرانی، اوریگنِس، ترتولیان و کوپریانوس جمعاً مشهور به آباء رسولی، از آباء پیش از نیقیه بودند و سیریل اسکندرانی، آتاناسیوس، یوحنای زرین‌دهان، ائوسبیوس قیصری، باسیلیوس کبیر، آمبروسیوس میلانی، اوگوستین قدیس، پاپ لئوی اول، بوئتیوس رومی، قدیس هیرونوموس، گرگوریوس کبیر و بید از آباء پس از نیقیه.